# Museo Ocean Pacific's
Museo Ocean Pacific's es un espacio museal dedicado a la cultura marítima ubicado en Santiago de Chile. El Museo forma parte de Ocean Pacific's Restaurant y se encuentra ubicado en Agustinas 2267, comuna de Santiago.

## Historia
Nacido de la colección de elementos náuticos de Ocean Pacific's Restaurant, que fue fundado en 1989 y que destacó desde sus inicios por su elaborada decoración náutica, que incluía elementos de alto valor patrimonial y piezas de arte marítimo. 
En mayo de 2019, un incendio destruyó muchas de las piezas que poseía el restaurant, pero gracias a los esfuerzos de reconstrucción y donaciones, el restaurant reabrió presentando nuevamente objetos históricos, posteriormente se realizaron labores de conservación, investigación y museografía.  
El restaurant participó en el Día de los Patrimonios durante los años 2022 y 2023 mostrando elementos sobrevivientes del incendio a la comunidad en su sala de exhibición.    
En marzo de 2024 el Registro Nacional de Museos de Chile reconoce e incorpora a Ocean Pacific's en su plataforma. Participando oficialmente como Museo en el Día de los Patrimonios en 2024.

## Exhibiciones
El Museo alberga una variedad de exhibiciones relacionadas con la vida marítima, que incluyen: Maquetas de barcos históricos, escafandras utilizadas en exploraciones submarinas, reproducciones de fauna marina a escala real y elementos náuticos originales.
Estas exhibiciones se presentan principalmente en un entorno que imita el fondo marino decorado con elementos náuticos y artísticos, que proporciona una experiencia inmersiva a los visitantes

## Misión y Visión
La Misión del Museo Ocean Pacific's es promover la difusión de la cultura marítima de manera innovadora y participativa, fomentando la investigación y conservación del patrimonio oceánico. 
Su Visión es ser un referente en la historia marítima en Santiago y un ejemplo de desarrollo sostenible y protección del medio ambiente.